# Рускій амвон
«Рускій Амвон» — проповідницький журнал для українських католицьких священиків у Галичині, виходив 1896—1905 у Львові.
Серед дописувачів — греко-католицький письменник проукраїнського напрямку Олекса Бобикевич.